# Чебли, Камель
Камель Чебли (араб. كامل الشبلي‎; род. 9 марта 1954, Тунис) — тунисский футболист и футбольный тренер, играл на позиции защитника. Участник чемпионата мира 1978 года.

## Биография

### Игровая карьера
В течение 13 сезонов Чебли играл за «Клуб Африкен», в котором стал одним из ключевых игроков команды, с которой выиграл два чемпионских титула и Кубок Туниса в 1976 году.
В составе сборной Туниса принимал участие на чемпионате мира 1978 года, но на турнире был запасным и на поле так и не вышел. Всего за сборную Туниса сыграл 10 матчей, в которых не отметился забитыми мячами.

### Тренерская карьера
Работал главным тренером нескольких футбольных клубов в Тунисе, среди которых были «Монастир», «Ла-Марса», «Арьяна» и «Клуб Африкен», а также работал с клубами Ливии, ОАЭ и Омана.

## Достижения
«Клуб Африкен»
- Чемпион Туниса (2) : 1978/79, 1979/80
- Обладатель Кубка Туниса (1) : 1975/76
- Обладатель Суперкубка Туниса (1) : 1979